# San Galgano
San Galgano, conosciuto anche come Galgàno Guidotti (Chiusdino, 1148/1152 – Chiusdino, 30 novembre 1181), è stato un cavaliere medievale e santo italiano vissuto in Toscana nel XII secolo, che scelse una vita da eremita.
È venerato come santo dalla Chiesa cattolica. L'eremo che porta il suo nome, nel comune di Chiusdino, al cui interno, sul terreno roccioso, si trova la sua spada, è una delle principali mete turistiche della provincia di Siena e della Toscana meridionale.

## Fonti documentarie
Le notizie che riguardano Galgano derivano sostanzialmente dagli atti dell'inchiesta relativa alla sua canonizzazione, trascritta dall'erudito senese Sigismondo Ticci (Sigismundus Titius, Sigismondo Tizio) e studiata e pubblicata da Fedor Schneider e più recentemente da Eugenio Susi.
Sia André Vauchez che Régine Pernoud ritengono che tale documento sia il più antico verbale di un processo di canonizzazione che ci sia giunto. Roberto Paciocco vi ravvisa il modello del'iter che la Chiesa perseguirà successivamente per la proclamazione della santità dei suoi membri.
Nell'Inquisitio sono trascritte venti deposizioni di testimoni che avevano conosciuto il cavaliere-eremita - prima fra tutti la madre stessa di lui - o che asserivano di aver ricevuto miracoli per sua intercessione. Da queste testimonianze discende una successiva serie di drammatizzazioni agiografiche: la Vita Sancti Galgani de Senis, redatta in ambito cistercense, la Vita beati Galgani, di matrice agostiniana, entrambi della metà del XIII secolo, la Legenda sancti Galgani confexoris, del XIV secolo, e la Legenda di santo Galgano del XV secolo.

## Contesto storico

Matilde di Canossa

Per comprendere il significato della parabola esistenziale di Galgano occorre inquadrare storicamente l'intero periodo di lotte per la successione della Gran Contessa Matilde di Canossa. Il patrimonio della Gran Contessa era immenso, estendendosi dalla Toscana settentrionale alle sponde adriatiche della Romagna e fu lasciato, alla sua morte, alla Chiesa. Iniziò così una lunga diatriba politico-legale che attraversò il periodo e che culminò nello scontro fra i massimi poteri universali, Impero e Chiesa, scontro sempre latente, i cui protagonisti sarebbero stati prima papa Innocenzo III e poi Ludovico il Bavaro.
Il testamento di Matilde fu impugnato dall'imperatore Enrico IV, che rivendicò per diritto feudale il possesso dei beni canossiani. Fu un secolo di contese che attraversò la Toscana e vide il disfacimento del cosiddetto stato canossiano. Questi problemi lambirono Chiusdino e il suo territorio, strettamente controllati dal vescovo di Volterra, senza tuttavia coinvolgerlo direttamente.
Chiusdino e la valle del Merse erano compresi tra i feudi del vescovo di Volterra al quale rimasero fedeli fino alla loro conquista da parte di Siena, avvenuta progressivamente e attraverso alterne vicende, fra il 1215 e il 1359.

## La vita, il culto e la memoria
La data di nascita del santo è indicata dall'agiografia tardo-rinascimentale nel 1148, ma non è certa anche se ripetuta nella letteratura successiva: il santo nacque intorno alla metà del XII secolo, fra il 1148 e il 1152 nel piccolo castello di Chiusdino, ora nella provincia di Siena da una famiglia che apparteneva, presumibilmente, alla piccola nobiltà locale legata al vescovo di Volterra che, con il titolo di conte, esercitava anche la signoria sul castello. È certo il nome della madre, Dionigia, mentre quello del padre, Guido o Guidotto, è assente nelle fonti agiografiche primarie e non appare prima del XIV secolo. In ragione di questo nome è attribuito al santo il fittizio cognome Guidotti.
Secondo la tradizione agiografica, Galgano fu un figlio a lungo desiderato e destinato, per i costumi dell'epoca, ad intraprendere la carriera delle armi, presumibilmente a servizio del vescovo di Volterra. 
Le fonti biografiche, di matrice monastica, descrivono la gioventù di Galgano come improntata al disordine e alla lussuria, per poi enfatizzarne la conversione alla vita religiosa e il successivo ritiro in un eremo sul colle di Montesiepi, in cui visse con la medesima intensità con cui avrebbe precedentemente praticato ogni genere di dissolutezze. Dopo tale prima giovinezza dissipata, a seguito della visione dell'arcangelo san Michele, egli cambiò radicalmente vita; la stessa madre del santo narrò agli inquisitori pontifici le circostanze della conversione: nella prima visione sembrava essere tracciato il suo destino di cavaliere sotto la protezione dell'arcangelo stesso, mentre nella seconda l'arcangelo lo invitava a seguirlo attraverso un ponte molto lungo al di sotto del quale si trovavano un fiume e un mulino.

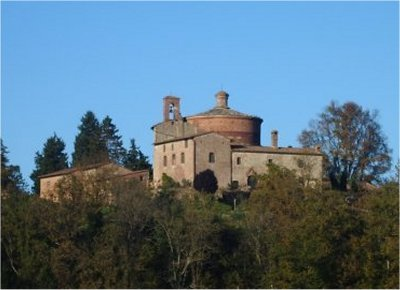
Rotonda di Montesiepi

Oltrepassato il ponte ed attraversato un prato fiorito, che emanava un profumo intenso e soave, raggiunsero Monte Siepi, dove, in una cappella rotonda, Galgano incontrò Gesù, i dodici apostoli e la Vergine Maria, che lo esortarono a condurre una vita eremitica e di penitenza.
La vera e propria adesione alla vita solitaria avvenne nella vigilia di Natale del 1180, quando, recandosi al vicino castello di Civitella, gli sarebbe apparso l'arcangelo Michele che, prese le redini del cavallo, lo avrebbe condotto sul Monte Siepi, ad alcuni chilometri da Chiusdino, in cui il giovane riconobbe il luogo dove la visione gli aveva fatto incontrare gli apostoli.
Le biografie tardo-rinascimentali hanno attribuito il viaggio verso Civitella alla volontà della madre che, devota ma preoccupata di perdere il figlio, gli avrebbe procurato una fidanzata, una giovane e avvenente figlia di una delle più nobili famiglie di quel castello.
Giunto sul Monte Siepi, Galgano, non riuscendo a tagliare del legname con la spada per fare una croce, toltosi la spada dal fianco la infisse nel terreno: in terram pro crucem spatam fixit, quindi trasformò il proprio mantello in saio e come tale lo indossò.
Iniziava così la sua vita da eremita, lottando e sconfiggendo con la sua fermezza il demonio, cibandosi di erbe selvatiche e dormendo sulla nuda terra, ricevendo pellegrini che andavano da lui per chiedere preghiere e miracoli.
Durante la sua assenza per un pellegrinaggio a Roma, ai piedi di Papa Alessandro III, tre invidiosi cercarono di estrarre la spada dalla roccia per rubarla, ma non riuscendovi la vollero rompere per oltraggio, incorrendo nel castigo divino: Le fonti agiografiche più tardive hanno identificato nei nemici del santo, tre religiosi, e la punizione del loro delitto nell'annegamento di uno, nella folgorazione di un altro, nello sbranamento delle braccia da parte dei lupi, di un terzo.
L'episodio è raffigurato in varie opere: la più antica è di Guido Cinatti del 1326. in una copertina lignea di un registro della Gabella, quindi in una tavola di Giovanni di Paolo, attualmente conservata nella Pinacoteca nazionale di Siena, e infine negli affreschi di Ventura Salimbeni nella Chiesa del Santuccio di Siena.
L'eremita diede inizio alla costruzione di un romitorio e vi condusse una vita di meditazione e preghiera fino al giorno della morte avvenuta il 30 novembre 1181.
Fra l'agosto il novembre 1185, su sollecitazione del vescovo di Volterra, Ildebrando Pannocchieschi, un'apposita commissione pontificia presieduta dal cardinale Corrado di Wittelsbach condusse l'inchiesta relativa alla vita, alle virtù, ai miracoli e alla fama di santità dell'eremita. Non sappiamo se vi sia stata una vera e propria sentenza di canonizzazione da parte del pontefice - in tal caso, le agiografie non sono concordi sul nome del papa che avrebbe proceduto a tale cerimonia (Lucio III, Urbano III o Gregorio VIII) o, come appare più verosimile, se sia stata la commissione stessa a procedere alla canonizzazione, su mandato papale. In tale circostanza, il vescovo di Volterra, consacrò la chiesa di Monte Siepi.
La festa del santo, fissata inizialmente al 3 dicembre - presumibilmente il giorno della elevatio delle spoglie dell'eremita nell'ambito della canonizzazione - è stata recentemente portata al 30 novembre anche se a Chiusdino si continua a osservare l'antica tradizione.
Il culto del santo sopravvive oggi solamente a Chiusdino, alimentato da un sodalizio di laici cattolici intitolato al santo, la Confraternita di San Galgano, fondata in concomitanza con la canonizzazione di lui.
Nel 2013 tale sodalizio ha dato vita all'Accademia di San Galgano, "istituzione culturale di carattere scientifico e soprannazionale, senza scopo di lucro, di identità cattolica" [...] "con lo scopo di raccogliere la documentazione, incrementare gli studi, promuovere ricerche e gli scambi culturali in campo nazionale ed internazionale su San Galgano, cavaliere ed eremita, sui luoghi e sulle memorie galganiane, sull’Eremitismo, sul Monachesimo e sulla Cavalleria" (Statuto, art. 1). Tali fini sono perseguiti attraverso "la promozione di attività di carattere culturale e di ricerca, quali convegni, conferenze, dibattiti, seminari, corsi di aggiornamento" (Statuto, art. 3.a) e la pubblicazione del periodico Analecta Galganiana (Statuto, art. 3.b)

## Culto del santo e di San Michele Arcangelo

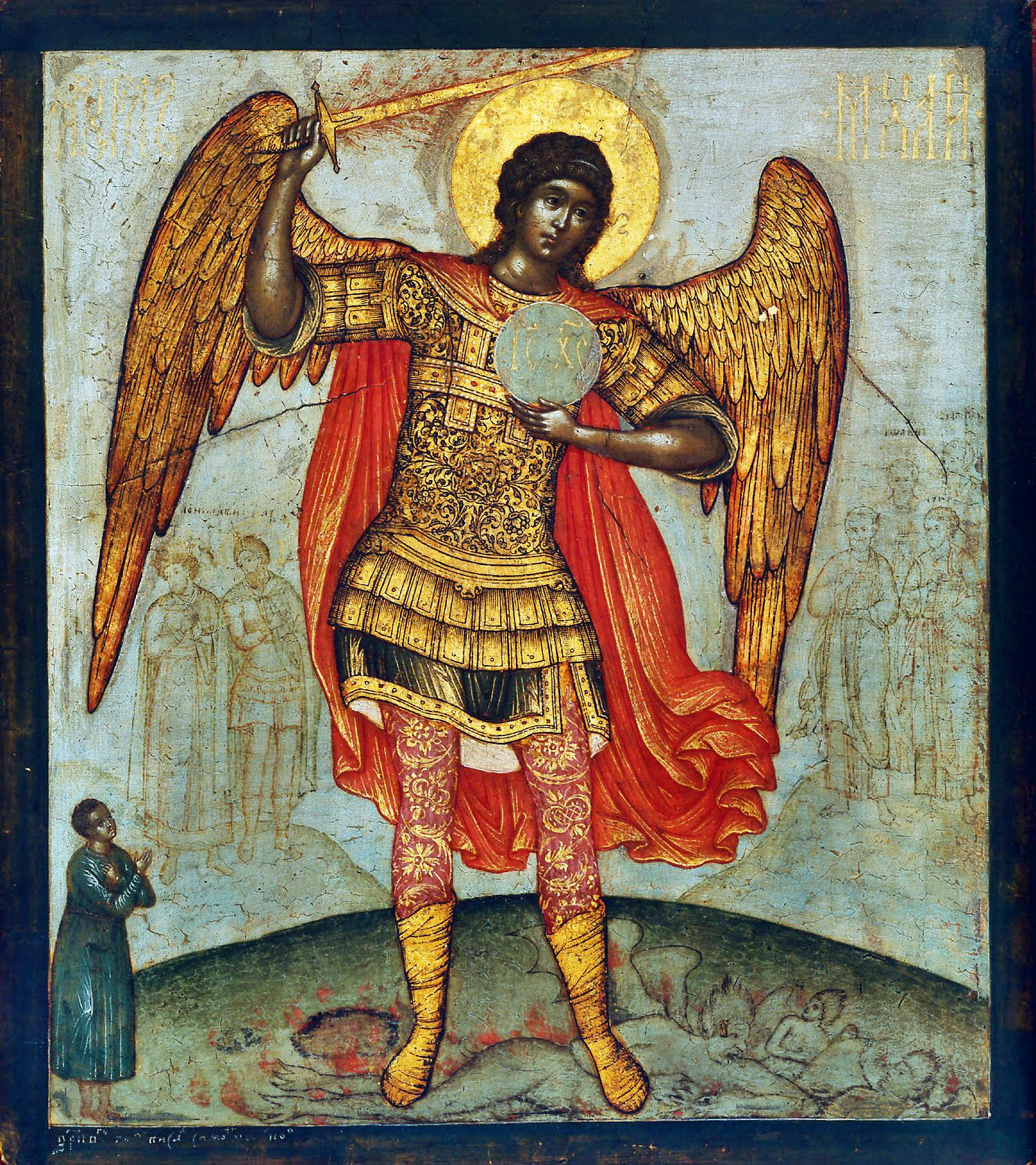
San Michele Arcangelo

Il culto di san Galgano si diffuse rapidamente, negli ambienti cavallereschi, ma soprattutto nei due ordini cistercense e agostiniano che ne gestirono e perpetuarono la memoria. Era un culto che parlava di cavalleria in cui, accanto a Galgano, vi era un coprotagonista, san Michele Arcangelo, un angelo, guerriero e vindice, quasi sempre rappresentato con la spada sguainata. Il culto di san Michele era diffusissimo in tutto il Medioevo ed era particolarmente sentito presso i guerrieri, come i Longobardi e i Franchi, la cui devozione si esprimeva con riti e pellegrinaggi, con la costruzione di chiese come Mont Saint-Michel in Francia e con la rappresentazione dell'angelo nella monetazione o negli stendardi. Era un culto particolarmente intenso, che talvolta assunse anche aspetti pagano-scaramantici: san Michele accompagnava sempre il guerriero, era sempre presente nell'animo del combattente, da qualunque parte stesse.
L'arcangelo apparve nel VII secolo nella battaglia di Coronate fra le truppe del re longobardo Cuniperto contro il quale si pose Alachis con il proprio esercito e questa presenza, sentita come reale, dissuase per due volte Alachis dall'accettare la sfida a singolar tenzone lanciatagli dallo stesso Cuniperto. Alachis venne sconfitto ed ebbe tagliate le gambe e la testa, che finì infilzata su una picca di Cuniperto. Quest'ultimo onorerà grandemente san Michele.
È ancora san Michele che, offeso dal comportamento poco rispettoso degli ultimi re longobardi, abbandonò il regno longobardo causandone le caduta.
Nel 1007 Tedaldo di Canossa addobbò riccamente in onore di, fra altri san Michele, il monastero di famiglia nel mantovano (Abbazia di San Benedetto in Polirone)  e così continuò a fare il figlio Bonifacio.
San Michele è un angelo che lotta, sempre incombente sia nelle battaglie che nelle scaramucce o nei duelli. Si vince o si perde grazie alla sua benevolenza o al suo abbandono, ma in questo è sempre il giusto vendicatore delle offese e delle ingiustizie: è il deus ex machina dello scenario bellico. È l'angelo che svetta su Castel Sant'Angelo a Roma, anche se mostra la spada mentre sta per essere rinfoderata per segnare la fine di una pestilenza.

## Il rapporto con la figura di Re Artù

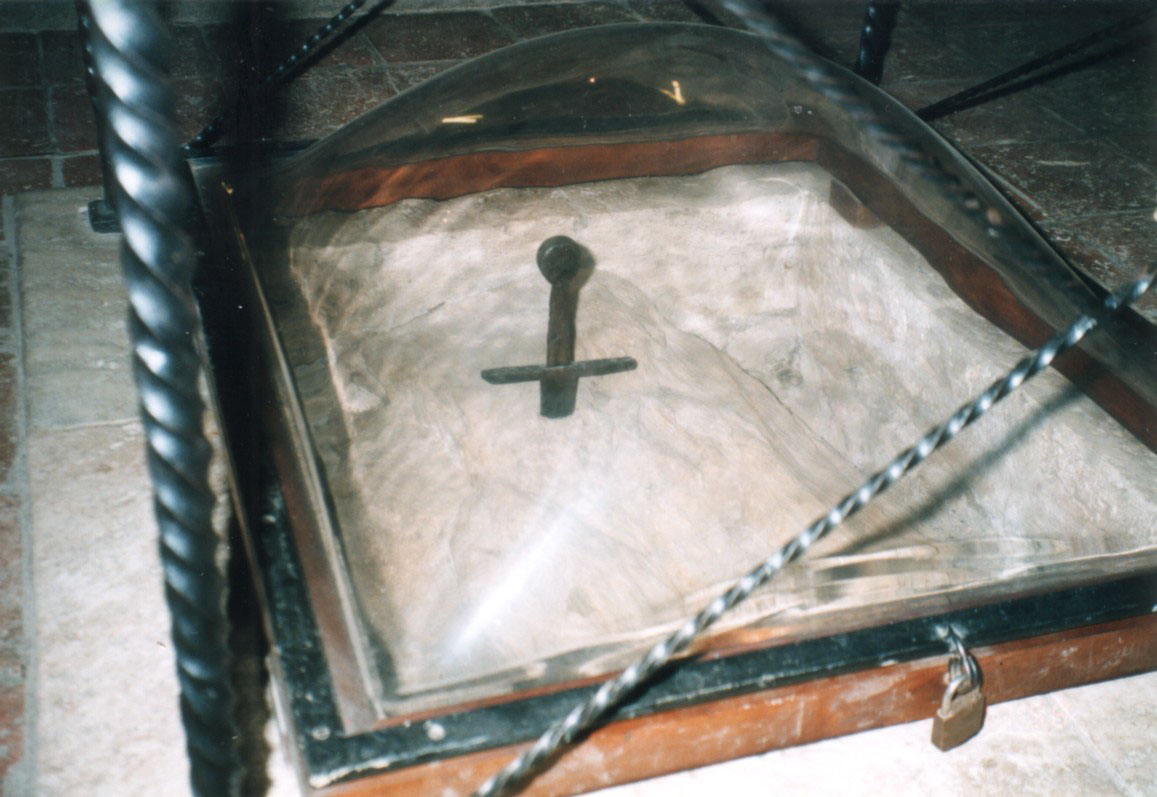
Spada di san Galgano

In molte biografie di San Galgano, compresa la Vita Sancti Galgani de Senis si accenna a contatti che il santo avrebbe avuto con l'eremo di San Guglielmo di Malavalle, vicino a Castiglione della Pescaia in provincia di Grosseto; tuttavia, tale comunità eremitica è stata recentemente identificata con quella dell'San Salvatore di Giugnano, nei pressi di Roccastrada, che dipendeva da Malavalle.
Se si possono cogliere eventuali affinità tra Galgano da Chiusdino e Guglielmo di Malavalle, poiché entrambi sono cavalieri che si sono successivamente votati alla vita eremitica,  più complessa è la questione relativa a presunti legami dei due santi con la materia arturiana, tesi venuta alla ribalta negli anni Ottanta del Novecento, per es. in relazione al gesto di Galgano, che infigge la spada nel terreno, con gesto simile, ma inverso a quello di Artù che la estrae da un'incudine posta su una roccia. In questo ambito, si è tentato di fare di Guglielmo il tramite fra la materia arturiana e il santo chiusdinese, accogliendo una tradizione popolare risalente però solo al XVII secolo e presente in certi comuni della zona (Castiglione della Pescaia, Tirli, Buriano, Vetulonia), per cui Guglielmo di Malavalle sarebbe stato in realtà Guglielmo X d'Aquitania, padre di Eleonora alla cui corte operò Chrétien de Troyes, autore de Le Roman de Perceval ou le conte du Graal nel quale compare per la prima volta il Santo Graal. 
Guglielmo X duca d'Aquitania morì ufficialmente nel 1137 a Santiago di Compostela, dove si era recato in pellegrinaggio, lasciando erede del suo vastissimo dominio la figlia Eleonora, ma è accertato che le sue spoglie non tornarono mai in Francia. 
All'inizio del XVI secolo, lo scrittore francese Jean Bouchet nei suoi Annales d'Aquitaine scrisse che Guglielmo avrebbe in realtà simulato il proprio decesso per ritirarsi a vita eremitica in Toscana. Tale bizzarra notizia fu tuttavia ampiamente confutata, dopo un'iniziale perplessità, da Cesare Baronio e poi dalla Società dei Bollandisti, e più recentemente sia da Kaspar Elm che da Odile Redon, i massimi studiosi di san Guglielmo di Malavalle e dell'ordine dei Guglielmiti. 
I risultati di indagini scientifiche eseguite sulle reliquie di san Guglielmo, compresa quella del DNA mitocondriale, non hanno potuto provare la possibile origine francese del personaggio. 
Tuttavia tale tesi è stata riproposta da Luigi Garlaschelli, ricercatore del Dipartimento di chimica organica presso l'Università di Pavia, che ha sostenuto che la spada di Montesiepi possa essere legata a quella leggendaria di re Artù, identificando questo legame proprio nella figura di Guglielmo di Malavalle che potrebbe essere lo stesso Guglielmo X di Aquitania. 

## Simbologie e influenze
La narrazione della storia di Galgano è ricca di simbolismi e l'atmosfera sembra quasi magica. La spada, strumento di guerra e di morte, è trasformata in strumento di pace e di speranza; il mantello, orgoglio di ogni cavaliere, diventa umile e povera veste eremitica. È quasi un'anticipazione dell'avventura di San Francesco. Galgano era il cavaliere che abbandonava il suo mondo, disgustato dalle nefandezze commesse e da quelle che vedeva continuamente commettere, per dedicarsi ad una vita di eremitaggio e penitenza nella ricerca di quella pace, che il suo tempo non consentiva, e di quel desiderio e contemplazione di Dio che solo la vita ascetica poteva permettere.

## Reliquie
Poche sono le testimonianze che sono rimaste, mentre molto è andato perduto o distrutto. La chiesa di San Michele di Chiusdino conserva la reliquia della testa di san Galgano (conservata fino al 1977 a Siena nella chiesa del Santuccio), e il locale Museo civico e diocesano di arte sacra di San Galgano espone un superbo reliquiario di Pace di Valentino, della metà del XIII secolo, precedentemente usato per custodirla.
A testimonianza della diffusione del culto del santo, soprattutto in ambito senese, numerosi artisti, quali Ambrogio Lorenzetti, il Vecchietta, Giovanni di Paolo, Andrea di Bartolo, Domenico Beccafumi, Ventura Salimbeni, Rutilio Manetti, Niccolò Franchini, ed altri rappresentarono in loro opere san Galgano.

## La Rotonda

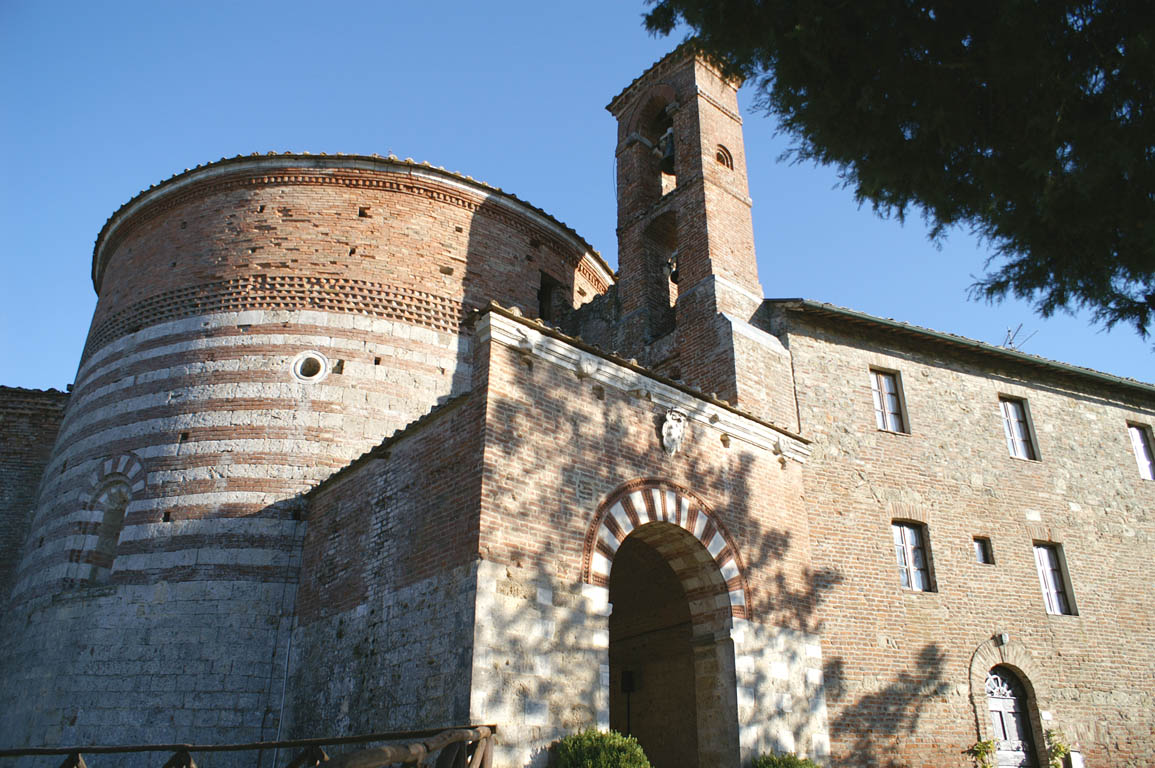
La Rotonda

Negli anni immediatamente successivi alla sua morte venne costruita sul suo eremo un edificio di culto, meglio nota come la Rotonda.
La Rotonda è una chiesa a pianta circolare: il riferimento architettonico è presumibilmente l'anastasis della basilica del Santo Sepolcro di Gerusalemme. Lo stile architettonico è romanico-senese, caratterizzato da un susseguirsi di fasce cromatiche alternate, bianche e rosse; la stessa successione di colori si ripete nella cupola, creandovi come un movimento di onde che si dipartono dal suo culmine per continuare sulle pareti.
Alla Rotonda è addossata una cappella della metà del XIV secolo, detta del Lorenzetti per gli  affreschi che la decorano, opere del celebre pittore senese.
Sulla spada è stata condotta un'indagine metallografica, iniziata il 17 gennaio 2001 e coordinata dal prof. Luigi Garlaschelli dell'università di Pavia, che ha certificato la sua autenticità quale arma del XII secolo:
Dopo una serie di atti vandalici fu fissata dal pievano del luogo, don Antonio Ciompi che "bloccò la lama versando del piombo fuso nella fessura". La spada continuò a subire atti vandalici finché fu deciso di cementarla e infine di coprirla con una cupola di plexiglas tuttora presente.

## Abbazia

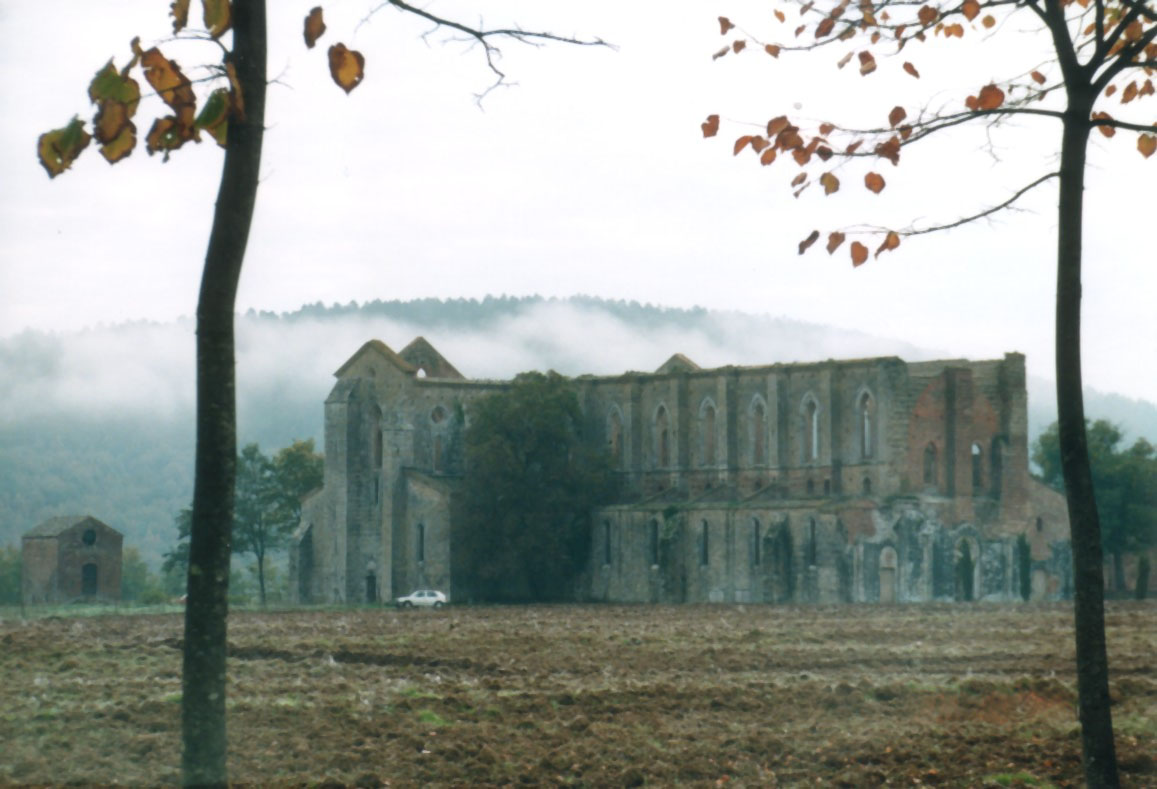
Abbazia di San Galgano

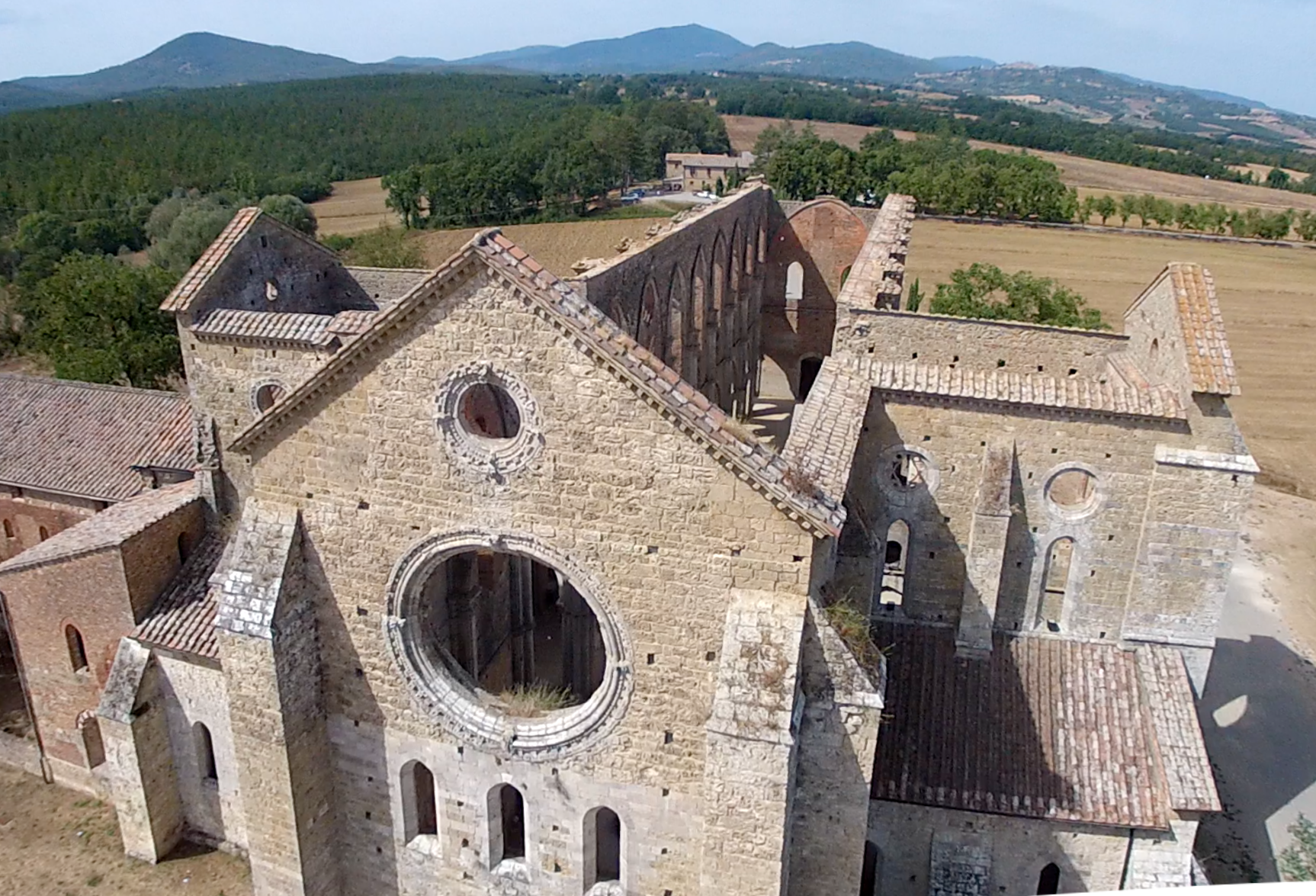
Veduta aerea

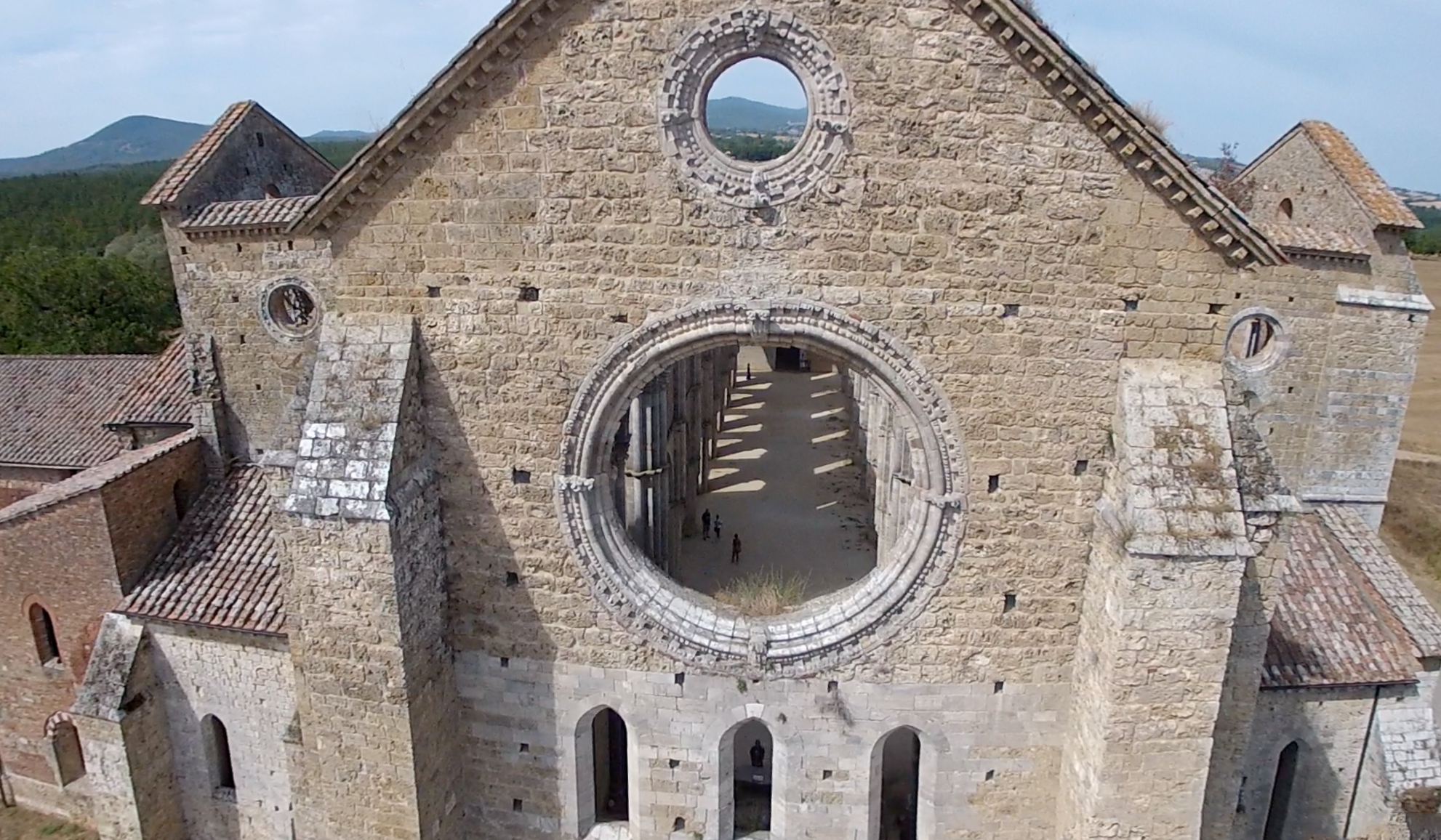
Veduta della facciata

A partire dal secondo decennio del XIII secolo fu costruita, poco lontano dalla Rotonda, l'abbazia di San Galgano, dalle caratteristiche architettoniche gotico-cistercensi.
L'edificio è imponente e testimonia la diffusione ed il grande seguito del culto di san Galgano. L'abbazia raggiunse, nel XIV secolo, una grande potenza, anche grazie alle immunità ed ai privilegi concessi da vari imperatori, tra i quali Federico II, ed alle munifiche donazioni ricevute; a ciò si aggiunse l'esenzione dalla decima da parte di papa Innocenzo III.
La ricchezza raggiunta nel Cinquecento fu tale da scatenare una contesa tra la Repubblica di Siena ed il Papato. Papa Giulio II emise nel 1506 un interdetto contro Siena, che resistette ordinando ai sacerdoti la celebrazione regolare di tutte le funzioni liturgiche.
Dopo questo periodo di splendore, iniziò quella lenta decadenza che l'avrebbe ridotta ad un grandioso rudere. 

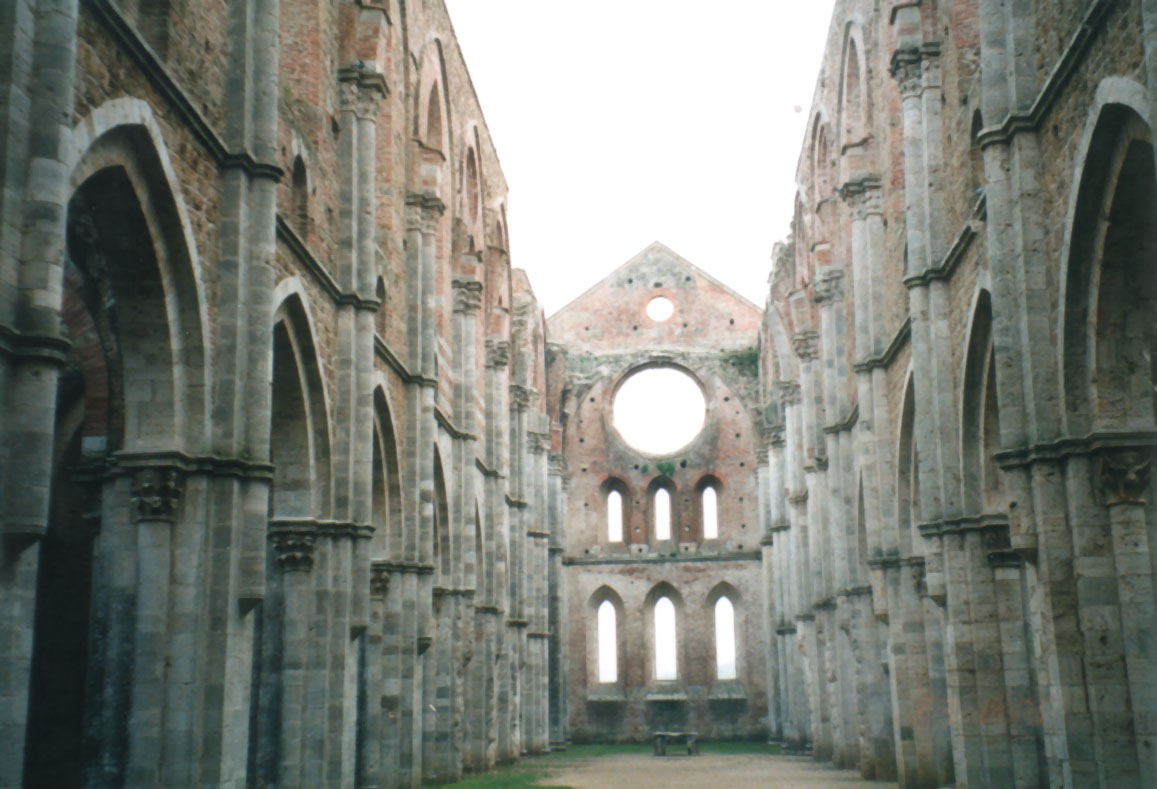
Interno dell'abbazia di San Galgano

È proprio la mancanza del tetto, crollato nel 1786, che esalta l'articolazione e l'eleganza architettonica delle linee che si slanciano verso il cielo aperto, un inno alla spiritualità, accomunandola in questo alle abbazie di Melrose, di Jedburg e di Kelso in Scozia, di Tintern in Galles, di Cashel in Irlanda, di Eldena in Germania e del Convento do Carmo a Lisbona.